# Мельников Олександр Григорович
Олександр Григорович Мельников (нар. 1 січня 1954) — заступник Голови Державної прикордонної служби України у 2003—2011 роках. Генерал-лейтенант ДПСУ.

## Біографія
Народився 1 січня 1954 року в селі Новоградківка Овідіопольського району Одеської області. У 1971 році закінчив середню школу № 1 імені Юрія Федьковича в м.Вижниця Чернівецької області.
У 1975 році закінчив Московське вище прикордонне командне училище КДБ СРСР.
З 1975 по 1980 рік проходив службу в прикордонних загонах Далекосхідного прикордонного округу на посадах заступника начальника застави, начальника застави.
У 1983 році закінчив факультет прикордонних і внутрішніх військ Військової академії ім. М. В. Фрунзе.
З 1983 по 1992 рік проходив службу в прикордонних загонах Забайкальського прикордонного округу на посадах: офіцер 1 відділу (служби) штабу округу, заступник начальника штабу — начальник 1 відділення (служби) штабу прикордонного загону; начальник штабу — заступник начальника прикордонного загону; начальник прикордонного загону.
З 1992 року проходив службу в Державному комітеті у справах охорони державного кордону України на посадах: начальник відділу, заступник начальника управління, заступник начальника штабу — начальник управління; начальник Головного управління охорони державного кордону.
У серпні 1996 року отримав чергове звання «генерал-майор»
З 2002 року — перший заступник начальника Головного штабу Державного комітету у справах охорони державного кордону України.
З серпня 2003 року — перший заступник директора Департаменту охорони державного кордону Адміністрації Державної прикордонної служби України.
З грудня 2003 року — заступник Голови Державної прикордонної служби України — директор Міжнародно-правового департаменту Адміністрації Державної прикордонної служби України.
8 квітня 2011 року звільнений за Указом президента Януковича з посади заступника Голови Державної прикордонної служби України — директора Міжнародно-правового департаменту. Того ж дня іншим указом знову на ній поновлений. Знову звільнений 26 грудня 2011 року.
У травні 2011 року захистив дисертацію і отримав науковий ступінь «кандидат наук державного управлиння».
Продовжував працювати директором міжнародно-правого департаменту Держприкордонслужби до 2014 року включно.

## Нагороди
За у зміцнення національної безпеки і обороноздатності Української держави, зразкове виконання військового, службового обов'язку у захисті конституційних прав і свобод громадян та з нагоди 14-ї річниці незалежності України та Дня прикордонника, відзначений:
- орденом «За заслуги» II ступеня (2009)[9].
- орденом «За заслуги» III ступеня (2005)[10].